# Доброглед
Доброглед е село в Североизточна България. То се намира в община Аксаково, Варненска област. Името му до 1934 г. е Елеч(„Сръчен“).

## География и природа
Намира се на 13 километра от гр. Варна. Климатът е черноморски. Надморска височина: 229 м. Природата е разнообразна и интересна, има гора с богато биоразнообразие, скални маси и гъби. Село Доброглед е разположено в североизточната част на страната и е част от община Аксаково. Населението му е 273 жители, а площта на селото е 7, 307 км2. Покрай селото минава главния път за Варна, има и редовна автобусна линия до града и околните населени места. Близо до селото има гъста гора, благодарение на която въздухът в района е кристално чист.

## История
Селото е основано през 1640 г.
Запазени са сведения 1914 г. относно направата на общинска чешма в селото и за обезщетение на уилищното настоятелство, за проучване на преотстъпени общински земи, за отнемане на незаконно заети общински земи от дружество "Грозд" и завеждане на иск за вреди.

## Население
Численост на населението според преброяванията през годините:
| \| Година на преброяване \| Численост \| \| --------------------- \| --------- \| \| 1934 \| 274 \| \| 1946 \| 249 \| \| 1956 \| 198 \| \| 1965 \| 97 \| \| 1975 \| 68 \| \| 1985 \| 36 \| \| 1992 \| 57 \| \| 2001 \| 117 \| \| 2011 \| 281 \| \| 2021 \| 370 \| |           |
| Година на преброяване | Численост |
| 1934 | 274       |
| 1946 | 249       |
| 1956 | 198       |
| 1965 | 97        |
| 1975 | 68        |
| 1985 | 36        |
| 1992 | 57        |
| 2001 | 117       |
| 2011 | 281       |
| 2021 | 370       |

### Етнически състав

#### Преброяване на населението през 2011 г.
Численост и дял на етническите групи според преброяването на населението през 2011 г.:
|                     | Численост | Дял (в %) |
| Общо                | 281       | 100.00    |
| Българи             | 233       | 82.91     |
| Турци               | 4         | 1.42      |
| Цигани              | ?         | ?         |
| Други               | ?         | ?         |
| Не се самоопределят | ?         | ?         |
| Неотговорили        | 43        | 15.30     |

## Културни и природни забележителности
Има новопостроен параклис „Свето Успение Богородично“ и голяма чешма, намираща се на центъра в селото

## Редовни събития
На 15 май, всяка година се провежда панаир, на който свири оркестър с духова музика.

## Културен живот
В селото има фолкорна формация с името „Броеница“.